# Max-Born-Gymnasium Neckargemünd

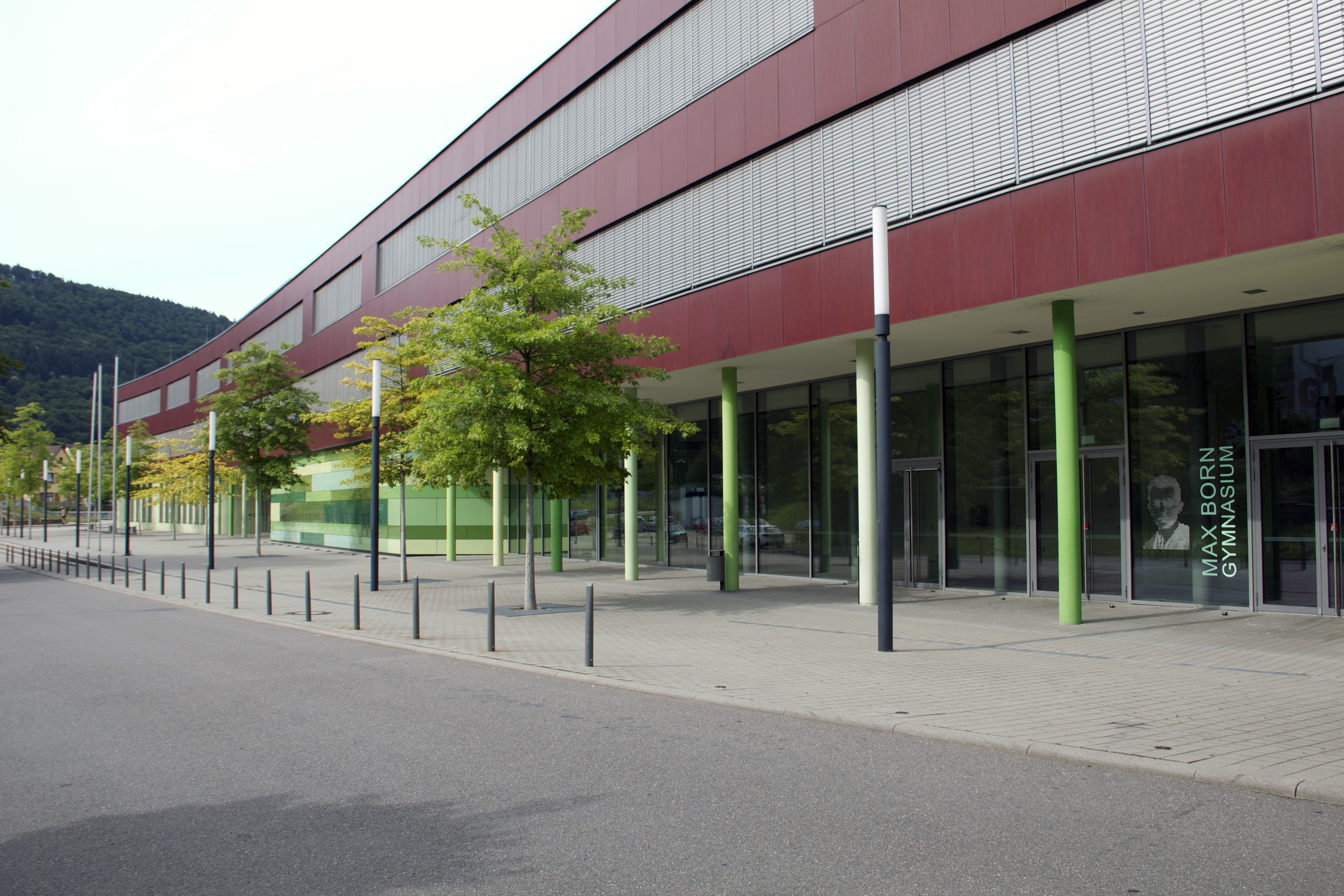
Max-Born-Gymnasium Neckargemünd (Front)

Das Max-Born-Gymnasium Neckargemünd (bis Schuljahr 2013/2014 Gymnasium Neckargemünd) ist ein Gymnasium in Neckargemünd, das sich 10 km neckaraufwärts von Heidelberg in Baden-Württemberg befindet und derzeit von etwa 800 Schülern besucht wird.

## Geschichte

### Die Gründung
Die Schulentwicklungspläne im alten Landkreis Heidelberg sahen seit den sechziger Jahren Neckargemünd als Standort eines Gymnasiums und bald auch einer Realschule vor. Die Pläne wurden seit 1967 verwirklicht. Das Gymnasium Neckargemünd entstand in mehreren Bauabschnitten bis 1984 und bildet zusammen mit einer Realschule ein Schulzentrum.

### Schulhausbrand
Am 2. Juni 2003 brannte das Schulzentrum Neckargemünd zum großen Teil aus. Ermittlungen der Polizeidirektion Heidelberg und der Staatsanwaltschaft Heidelberg gehen davon aus, dass Schweißarbeiten am Dach des Betongebäudes den Brand ausgelöst haben. Andere Ursachen konnten „mit der notwendigen Sicherheit“ ausgeschlossen werden.
Bei späteren Ermittlungen stellte sich heraus, dass „die baulichen Gegebenheiten der Dachkonstruktion für die ungewöhnlich schnelle Ausbreitung des Brandes auf der gesamten Dachfläche“ und das schnelle Übergreifen auf die darunter liegenden Räume eine entscheidende Rolle spielten.
Um 13:54 wurde die Polizeidirektion Heidelberg per Notruf alarmiert. Als die ersten Rettungskräfte eintrafen, stand eine Fläche von 20 × 80 m des Daches in Brand und das Feuer weitete sich schon in die darunter liegenden Räume aus. Explosionen, die durch brennende Gasflaschen ausgelöst wurden, erschütterten das Gebäude. Das Feuer breitete sich schnell aus und es kam zu weiteren kleineren Explosionen. Da die Wasserversorgung über die Hydranten vollständig überlastet war, mussten Leitungen zum Neckar zur Löschwasserbeschaffung gelegt werden. Gegen 17 Uhr war der Brand unter Kontrolle. Im Laufe des Tages waren etwa 300 Feuerwehrmänner aus 24 Feuerwehren im Einsatz. Der Sachschaden belief sich auf mehrere Millionen Euro. Verletzt wurde niemand.
Nach dem Brand begann der Unterricht am ersten Tag nach den Pfingstferien ohne einen Tag Unterrichtsausfall. Die Schule war in der Altstadt und in Bammental untergebracht. Die Volksbank, die Sparkasse, das städtische Museum, die SRH-Gruppe, die evangelische und katholische Kirchengemeinde, die Gemeinde Bammental, die GHS Bammental und das Gymnasium Bammental stellten Räume zur Verfügung.

### Schulleben im Menzerpark
In den Sommerferien 2003 wurde das größte Containerdorf Baden-Württembergs im Menzerpark in Neckargemünd aufgebaut, in dem das Gymnasium fünf Jahre lang untergebracht war. Die Ausstattung genügte allen Anforderungen eines modernen Schulbetriebs, moderne Medien fanden Einzug in die Schule.

### Schulhausneubau
Der Grundstein für das neue, von den Architekten Ellen Unterstab und Marion Donnig geplante Schulzentrum wurde im Oktober 2006 gelegt. Der Neubau war zu dieser Zeit das modernste Passivhaus-Schulprojekt Deutschlands.
In den Pfingstferien 2008 fand der Umzug der Schuleinrichtung von den Containern im Menzerpark in das neue, aber noch nicht komplett fertiggestellte Schulhaus statt. Am 20. Juni 2008 wurde das neue Schulzentrum mit einer Veranstaltung in der Aula offiziell eröffnet. Der damalige Ministerpräsident Günther Oettinger nahm an der Einweihung teil.

### Umbenennung
In einem einzigartigen basisdemokratischen Prozess machte sich das Gymnasium Neckargemünd in den Jahren 2012 bis 2014 auf den Weg zur Schulnamensgebung. Eine Umfrage, in welcher sich über zwei Drittel aller Schulbeteiligten einen Schulnamen wünschten, wurde als Anlass genommen, diesen Prozess ins Rollen zu bringen. Zunächst wertete ein Planungsteam die zahlreichen eingereichten Vorschläge zur Namensgebung aus. Schließlich wurden drei durch die Abstimmung in der Gesamtlehrerkonferenz und im Schülerrat als Favoriten auserwählt. Die Schulkonferenz schlug dann anschließend die beiden Vorschläge „Max Born“ und „Hannah Arendt“ der Stadt Neckargemünd als Schulträger vor. In der Sitzung am 3. Dezember 2013 stimmte der Gemeinderat mit zehn Ja-Stimmen, vier Gegenstimmen und sechs Enthaltungen dem Vorschlag der Schulkonferenz, der unter der Mitwirkung aller an der Schule Beteiligten entstanden war, zu. Am 29. Juli 2014 feierte das Gymnasium Neckargemünd die Umbenennung in „Max-Born-Gymnasium Neckargemünd“ im Rahmen eines Schulfestes mit offiziellem Festakt. Seit dem Schuljahr 2014/15 heißt die Schule offiziell Max-Born-Gymnasium Neckargemünd.

## Pädagogische Arbeit
Das Max-Born-Gymnasium Neckargemünd ist ein allgemeinbildendes Gymnasium. Es ist eine offene Ganztagesschule.

### Profile
Es wird ein sprachliches Profil mit der Sprachenfolge Englisch–Latein/Französisch–Spanisch angeboten und das naturwissenschaftliche Profil sowie das Profil Informatik-Mathematik-Physik, bei denen die Sprachen Englisch und Französisch oder Englisch und Latein unterrichtet werden. Der Unterricht in der zweiten Fremdsprache beginnt in Klasse 6. Im naturwissenschaftlichen Profil weist die Stundentafel das Fach Naturwissenschaft und Technik  und das Fach „Informatik, Mathematik und Physik“ auf.
Als ein weiteres Profil ist das soziale Profil in das Leitbild der Schule aufgenommen worden. Es soll die bisherigen Ansätze sozialen Denkens und Handelns an der Schule weiterentwickeln. In Klasse 9 findet ein externes Sozialpraktikum von mindestens 20 Stunden statt. Die Schüler dokumentieren ihre Erfahrungen in einem Praktikumsheft.
In den Klassen 10 und 11 soll jeder Schüler 25 bis 30 Stunden soziales Engagement nachweisen, das der Schulgemeinschaft zugutekommt.

### Weitere Angebote
- „English for business“-Zertifikat der LCCI
- Cambridge-Zertifikat
- DELF-Zertifikat für Französisch
- Bigband
- Schulsanitätsdienst
- Model International Parliament
- Chor
- Theater-AG
- Schülerfirma

## Gebäude

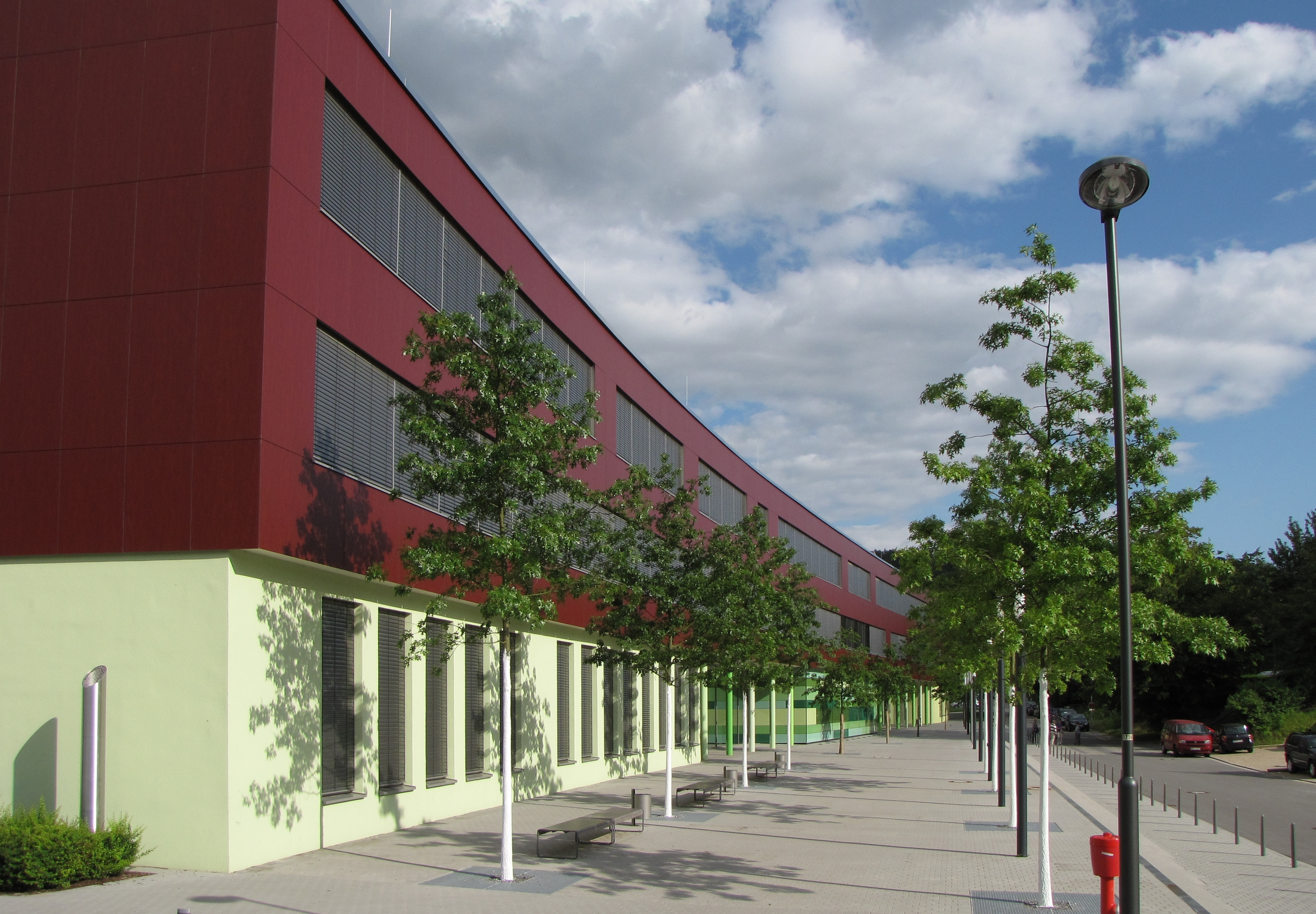
Schulzentrum Neckargemünd

Das Max-Born-Gymnasium ist im Schulzentrum Neckargemünd untergebracht. Es befindet sich im linken Flügel und der Front des Gebäudes. Das Gebäude wurde mit dem Prom des Jahres für das energieeffizienteste gewerblich oder öffentlich genutzte Gebäude Deutschlands ausgezeichnet. Die angrenzende Münzenbachhalle wird für den Sportunterricht genutzt.

### Ausstattung
Alle naturwissenschaftlichen Räume sind mit AV-Schrank, Computer, Lautsprecher und Beamer ausgestattet. Teilweise sind Waschbecken, Gasanschlüsse, spezielle Stromanschlüsse, Abzüge, Abdunkelungen sowie Laptops vorhanden. Die Computerräume bieten je 16 Schüler- und einen Lehrercomputer. Außerdem gibt es je einen Drucker, Scanner und Beamer.
Die Kunsträume sind mit mehreren Waschbecken, einem Trockengestell, einem Beamer, einem Drucker, einer Druckpresse, einer Schneidemaschine und Aufbewahrungsschränken ausgestattet. In einem kleinen Medienraum können bis zu 9 Schüler an Laptops mit Internetzugang Bilder digital bearbeiten. Die Musikräume sind mit einem Flügel, einer CD-Anlage, einem DVD-Player, einem Videorekorder, einem Laptop und einem Beamer ausgestattet. Außerdem gibt es diverse andere Musikinstrumente und 16 Geigen.
Weiter sind acht Klassenräume in einem Stockwerk des Gebäudes mit interaktiven Whiteboards seit 2015 ausgestattet.
Die Bibliothek bietet Fachliteratur zu den Unterrichtsfächern, Kinder- und Jugendliteratur, Krimis und Romane.
Ab dem Schuljahr 2017/18 sind zwei Klassen aus der Klassenstufe 7 mit Tablets im Rahmen eines Schulversuchs ausgestattet.

## Schulpartnerschaften/Austausche/Studienfahrten
Das Max-Born-Gymnasium Neckargemünd unterhält folgende Schulpartnerschaften und bietet folgende Schüleraustausche und Studienfahrten an:
- seit 1970 jährlich ein Schüleraustausch mit der Partnerschule „Anna de Noailles“ oder dem „Collège Les-Rives-du-Leman“ in Évian, Frankreich.
- seit 1989 jährlich ein Schüleraustausch mit der Partnerschule „Vitězslav Novák Gymnasium“ in Jindřichův Hradec, Tschechien.
- seit 1993 alle zwei Jahre ein Schüleraustausch mit der Partnerschule „Hellgate High School“ in Missoula, Montana (USA).
- seit 2013 jährlich ein englischsprachiger Schüleraustausch mit dem Farel College in Amersfoort, Niederlande.

## Auszeichnungen

Logo Schule-ohne-Rassismus

Die Schule wurde mit dem BORIS-Siegel für berufsorientierte Schulen in Baden-Württemberg seit 2008 ausgezeichnet und wurde mit diesem 2011 rezertifiziert. Außerdem ist das Gymnasium seit 2009 eine „Schule ohne Rassismus“. Marvin Compper ist Pate der Aktion. Seit 2016 unterstützt weiterhin Kai Herdling als Schulpate die Aktion. Die Schule ist Partnerschule des Hauses der Astronomie in Heidelberg und führt das Siegel „MINT-freundliche Schule“. Es besteht eine Partnerschaft mit der Pädagogischen Hochschule in Heidelberg und ein Kooperationsprojekt mit dem Theater Heidelberg.

## Sonstiges
Dem 1970 gegründeten Schulförderverein gehören etwa 400 Mitglieder an.
Der Arbeitskreis El Molino wurde vor einigen Jahren von Lehrern, Eltern und Schülern gebildet, um ein „Hilfe zur Selbsthilfe“-Projekt in Bolivien zu unterstützen. Dazu finden in unregelmäßigen Abständen Aktionen wie Kuchenverkäufe, Flohmärkte, Konzerte und jährlich ein Weihnachtsbasar statt.